# 奧克瑟峰
46°13′13.8″N 7°56′27.4″E / 46.220500°N 7.940944°E
奧克瑟峰（Ochsehorn），是瑞士的山峰，位於該國南部，由瓦萊州負責管轄，屬於本寧阿爾卑斯山脈的一部分，海拔高度2,912米，每年平均降雨量1,585毫米。